# جون لورانس كالدويل
جون لورانس كالدويل (بالإنجليزية: John Lawrence Caldwell)‏ هو دبلوماسي وسياسي أمريكي، ولد في 16 يوليو 1875، وتوفي في 6 ديسمبر 1922.